# AQUA Akvarium og Dyrepark
AQUA Akvarium og Dyrepark er et ferskvandsakvarium og zoologisk center i Silkeborg bygget i 1993 (hvor det var Nordeuropas største ferskvandsakvarium).
Akvariet og dyreparken viser livet i de danske ferskvandsøer og -vandløb såvel i store indendørs akvarier fyldt med fisk som uden for i søer, hvor man blandt andet finder oddere, gedder, lappedykkere, og bævere.
Et gennemgående tema hos AQUA er dyrelivets tilpasningsevne under miljømæssige forandringer, herunder forurening. Centeret ligger i tilknytning til Ferskvandscentret, der er beliggende i det tidligere sanatorium tæt ved Gudenåen, i den sydlige ende af Silkeborg.
Syd for dyreparken, i området ned mod Vejlsø og Brassø, og over til Remstrup Å ligger Vådbundsarboretet
AQUA Akvarium og Dyrepark er et af det statsstøttede videnspædagogiske aktivitetscentre.